# Berghügel-Glockenblume
Die Berghügel-Glockenblume (Campanula collina) ist eine Pflanzenart aus der Gattung der Glockenblumen (Campanula) in der Familie der Glockenblumengewächse (Campanulaceae).

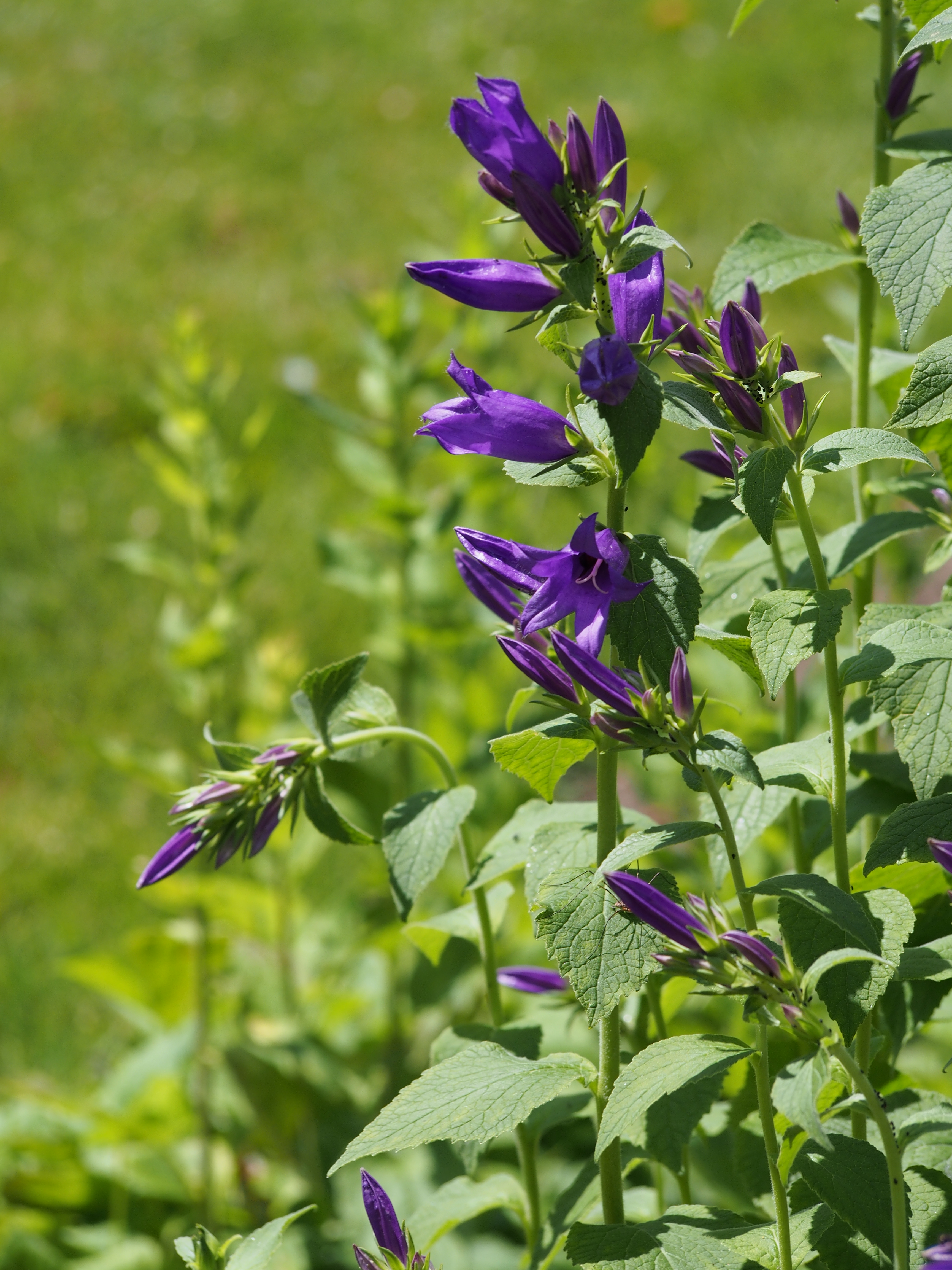
Habitus

## Beschreibung
Die Berghügel-Glockenblume ist eine ausdauernde krautige Pflanze, die Wuchshöhen von meist 15 (10 bis 30) Zentimeter erreicht. Die Pflanze bildet mit ihren unterirdischen Ausläufern Matten. Die Grundblätter sind eiförmig-länglich, 5 bis 10 Zentimeter lang, 2 bis 3 Zentimeter breit und behaart.
Die Kelchanhängsel sind sehr klein und in der Behaarung verborgen. Die Kelchzipfel sind behaart und ein Drittel so lang wie die Krone. Die Krone ist breit trichterförmig-glockig, dunkel blauviolett und im Schlund behaart.
Die Blütezeit reicht von Juni bis Juli.

## Vorkommen
Die Berghügel-Glockenblume kommt im Kaukasus und der Nordost-Türkei auf Felshängen und auf subalpinen Rasen in Höhenlagen von 1500 bis 3100 Meter vor.

## Taxonomie und Systematik
Die Berghügel-Glockenblume wurde 1808 von Friedrich August Marschall von Bieberstein in Flora Taurico-Caucasica exhibens stirpes phaenogamas, in Chersoneso Taurica et regionibus caucasicis sponte crescentes Band 1 Seite 152–153 als Campanula collina erstbeschrieben. Sie wurde aber schon von Joseph Pitton de Tournefort (1656–1708) beobachtet.
Man kann drei Unterarten unterscheiden:
- Campanula collina subsp. collina: Sie kommt von der nordöstlichen Türkei bis zum Kaukasus vor.[2]
- Campanula collina subsp. fondervisii (Albov) Ogan. (Syn.: Campanula fondervisii Albov): Sie kommt im westlichen Transkaukasien vor.[2]
- Campanula collina subsp. sphaerocarpa (Kolak.) Ogan. (Syn.: Campanula sphaerocarpa Kolak.): Sie kommt im westlichen Kaukasusraum vor.[2]

## Nutzung
Die Berghügel-Glockenblume wird selten als Zierpflanze in Steingärten genutzt. Sie ist seit spätestens 1803 in Kultur. 